# Colletes plebeius
Colletes plebeius är en biart som beskrevs av Cockerell 1946. Colletes plebeius ingår i släktet sidenbin, och familjen korttungebin. Inga underarter finns listade i Catalogue of Life.